# Эоганан (король пиктов)
Эо́ганан, иначе Эога́н мак Э́нгус (англ. Eóganan mac Óengusa) (умер в 839) — король пиктов в 836—839 годах.

## Биография
Эоганан был старшим сыном короля пиктов Энгуса II и наследовал своему двоюродному брату Дресту IX в 836 году.
Предания называют Эоганана одним из правителей, встречавших святого Регула, привёзшего в Шотландию мощи святого Андрея. Кроме того, о нём упоминается в «Песни скоттов», однако подробно не говорится. Известно, что Эоганан оказывал поддержку монастырям Нортумбрии; его имя содержится в монастырском перечне благодетелей, за которых следовало возносить молитвы, датируемом приблизительно 839 годом.
В 839 году Эоганан во главе войска пиктов выступил навстречу вторгшимся на территорию современной Шотландии викингам. В сражении с ними пикты потерпели сокрушительное поражение. Сам Эоганан, его младший брат Бран и многие другие знатные вожди погибли в бою. Его гибель стала причиной раздоров среди пиктов и способствовала скорому установлению власти верховного короля пиктов и скоттов Кеннета МакАльпина.